# Återförsäkring
Återförsäkring, eller reassurans, är försäkring som ett försäkringsbolag tecknar hos ett eller flera andra försäkringsbolag med syftet att minska sin egen risk för enskilda objekt eller för den samlade riskportföljen. Genom återförsäkringen sänds delar av de försäkringsförpliktelser som försäkringsbolaget har vidare ("cederas") till ett annat försäkringsbolag.
Det försäkringsbolag som köper återförsäkring kallas oftast "cedent" eller "den återförsäkrade", medan det försäkringsbolag eller återförsäkringsbolag som säljer återförsäkringen kallas "återförsäkraren". Långt de flesta återförsäkringsavtal ingås på det engelska språket, varför även motsvarande begrepp på engelska används.
Förutom att återförsäkring är en självklar del av cedentens risk management-arbete spelar ofta återförsäkring en viktig roll för försäkringsbolag i efterlevnaden av lagstiftningens kapitaltäckningskrav, eftersom köpet av återförsäkring kraftigt minskar behovet av kapital hos cedenten.
Det finns två grundläggande typer av återförsäkring:
1. Fakultativ återförsäkring, vilken förhandlas individuellt mellan cedenten och återförsäkraren avseende varje försäkringsavtal. Vid fakultativ återförsäkring riskbedömer/underwritar återförsäkraren varje enskild riskexponering, varför denna typ av återförsäkring är dyrare. Fakultativ återförsäkring används därför främst när ett försäkringsbolags treaty-återförsäkring inte räcker till.
2. Treaty-återförsäkring innebär att cedenten och återförsäkraren avtalar om ett återförsäkringskontrakt avseende cedentens riskportfölj, genom vilket återförsäkraren övertar specifika andelar av riskexponeringen i cedentens direktförsäkringsavtal. Det krävs ofta att cedenten köper återförsäkring från flera återförsäkrare och i olika nivåer, varför ett återförsäkringsprogram kan bli invecklat. Ett återförsäkringsprogram illustreras därför ofta grafiskt.

En del försäkringsbolag fungerar enbart som återförsäkringsbolag. Dessa försäkringsbolag har oftast det engelska ordet för återförsäkring (Reinsurance) eller en kortform av det (Re) i sitt företagsnamn. Exempel på sådana återförsäkringsbolag är Munich Re och Swiss Re.
Ibland tecknar försäkringsbolag även återförsäkring hos sin kunds egna försäkringsbolag, ett så kallat captive.
Även det försäkringsbolag som har tecknat en återförsäkring kan vilja sprida risken ytterligare. Den försäkring som då tecknas heter retrocession[källa behövs].